# Mikoian-Gurèvitx MiG-31
El Mikoian-Gurèvitx MiG-31 (rus: Микоян МиГ-31; nom comercial de l'OTAN: Foxhound) és un avió interceptor supersònic desenvolupat per a les Forces Aèries Soviètiques per l'oficina de disseny Mikoyan com a substitut de l'anterior MiG-25 "Foxbat"; el MiG-31 es basa en el MiG-25 i comparteix elements de disseny amb ell.
El MiG-31 és un dels avions de combat operatius més ràpids coneguts al món de del 2021, amb una velocitat màxima d'uns 3.000 quilòmetres per hora. Continua sent operatiu per les Forces Aeroespacials Russes després del final de la Guerra Freda i el col·lapse de la Unió Soviètica el 1991. L'altre operador, les Forces de Defensa Aèria del Kazakhstan, van retirar el model el 2023. El Ministeri de Defensa rus espera que el MiG-31 romangui en servei fins almenys el 2030; això es va confirmar el 2020 quan es va anunciar l'ampliació de la vida útil dels avions existents de 2.500 a 3.500 hores.

## Desenvolupament

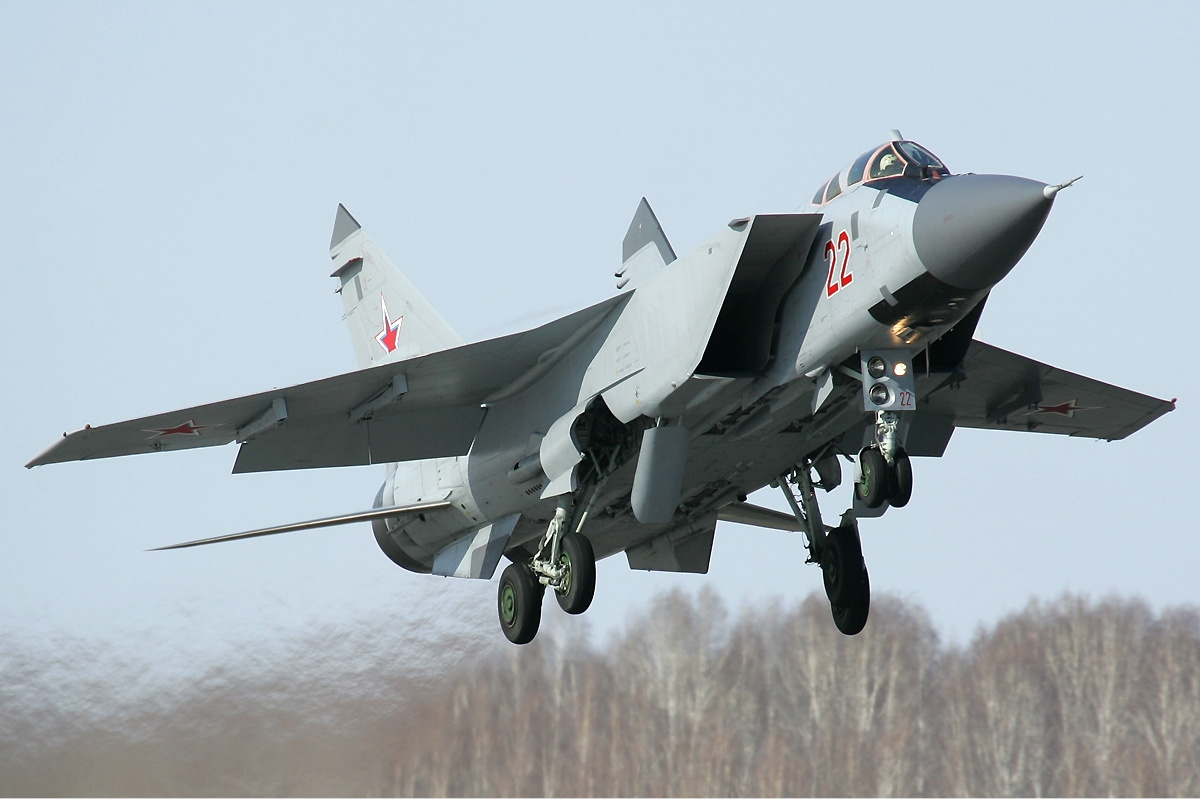
Un MiG-31BM de les Forces Aèries Russes enlairant-se de l'aeroport Shagol de Txeliàbinsk, 2012

### Antecedents
El MiG-25 monoplaça podia assolir una alta velocitat, altitud i taxa d'ascens, però li faltava maniobrabilitat a velocitats d'intercepció i era difícil de volar a baixa altitud. La velocitat del MiG-25 normalment estava limitada a Mach 2.83, però podia assolir una velocitat màxima de com a mínim Mach 3.2 amb el risc de patir danys al motor.
El desenvolupament del substitut del MiG-25 va començar amb el prototip, Ye-155MP (rus: Е-155МП) que va volar per primera vegada el 16 de setembre de 1975. Tot i que tenia una semblança superficial amb el MiG-25, tenia un fuselatge més llarg per acomodar la cabina de l'operador de radar, i en molts aspectes era un disseny nou. Un desenvolupament important va ser el radar avançat del MiG-31, capaç tant de mirar cap amunt com de mirar cap avall i disparar, així com de seguir múltiples objectius alhora. Això va donar a la Unió Soviètica un interceptor amb la capacitat d'enfrontar-se a llarga distància als intrusos occidentals més probables (míssils de creuer i bombarders de vol baix).  El MiG-31 va substituir el Tu-128 com a interceptor de llarg abast dedicat de la Unió Soviètica, amb sensors i armes molt més avançats, mentre que el seu abast és gairebé el doble que el del MiG-25.
Igual que el seu predecessor, el MiG-25, la introducció del MiG-31 va estar envoltada d'especulacions i desinformació inicials sobre el seu disseny i les seves capacitats. Occident va tenir informació del nou interceptor pel tinent Viktor Belenko, un pilot que va desertar al Japó el 1976 amb el seu MiG-25P. Belenko va descriure un proper "Super Foxbat" amb dos seients i la capacitat d'interceptar míssils de creuer. Segons el seu testimoni, el nou interceptor havia de tenir entrades d'aire similars a les del MiG-23 Mikoyan-Gurevich, que el MiG-31 no té, almenys en les variants de producció.

### Producció
La producció en sèrie del MiG-31 va començar el 1979. El primer lot de producció de 519 MiG-31, incloent-hi 349 "models bàsics", es va produir a la planta de Sokol entre 1976 i 1988. El segon lot de 101 MiG-31DZ es va produir entre 1989 i 1991. El lot final de 69 avions MiG-31B es va produir entre 1990 i 1994. Del lot final, 50 van ser retinguts per la Força Aèria del Kazakhstan després de la dissolució de la Unió Soviètica. Dels "models bàsics", 40 fuselatges van ser actualitzats a l'estàndard MiG-31BS.

### Millores i substitucions
Alguns programes de millora s'han incorporat a la flota de MiG-31, com ara la versió multifunció MiG-31BM amb aviònica millorada, nou radar multimode, controls manuals d'acceleració i palanca (HOTAS), pantalles multifunció en color de cristall líquid (LCD), capacitat per transportar el míssil R-77 i diversos míssils aire-terra (AGM) russos com el míssil antiradiació (ARM) Kh-31, un ordinador nou i més potent i enllaços de dades digitals. Un projecte per actualitzar la flota russa de MiG-31 a l'estàndard MiG-31BM va començar el 2010; 100 avions havien de ser actualitzats a l'estàndard MiG-31BM el 2020. El coronel Yuri Balyko, cap del Ministeri de Defensa de la Federació Russa, ha afirmat que la millora multiplicaria l'efectivitat de combat de l'avió diverses vegades. Es van lliurar 18 MIG-31BM el 2014. L'exèrcit rus havia de rebre més de 130 MiG-31BM actualitzats, i els primers 24 avions ja s'havien lliurat, segons el viceministre de Defensa rus, Yuri Borisov, en la seva roda de premsa del 9 d'abril de 2015.
Rússia tenia previst començar el desenvolupament d'un substitut del MiG-31 el 2019. L'avió s'anomenaria PAK-DP (ПАК ДП, Перспективный авиационный комплекс дальнего перехвата - Complex aeri prospectiu per a la intercepció a llarg abast). El desenvolupament del nou avió, designat MiG-41, va començar l'abril de 2013. El març de 2014, el pilot de proves rus Anatoly Kvochur va dir que havia començat a treballar en un MiG-41 capaç de Mach 4 basat en el MiG-31. Informes posteriors van indicar que el desenvolupament del substitut del MiG-31 havia de començar el 2017, amb el primer avió lliurat el 2020 i l'entrada en servei del substitut el 2025.

## Disseny

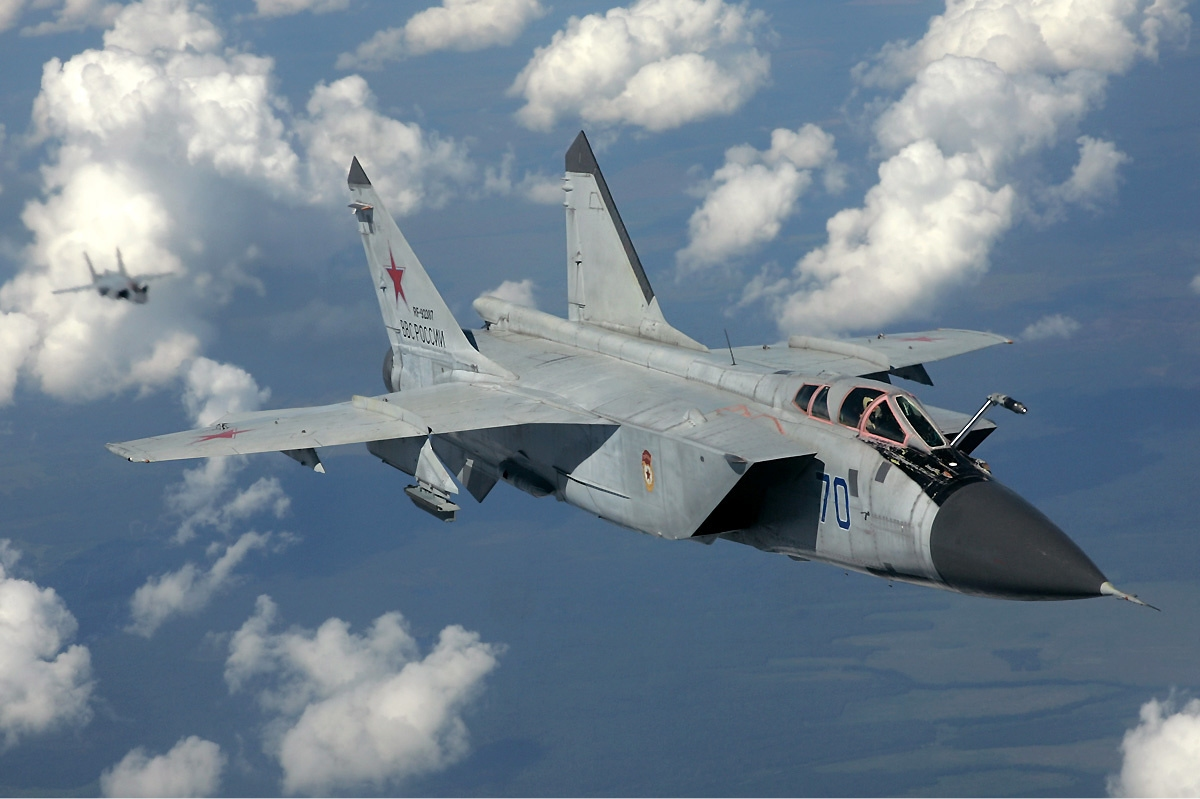
MiG-31B de la Força Aèria Russa el 2011

Igual que el MiG-25, el MiG-31 és un gran avió bimotor amb rampes d'entrada d'aire muntades lateralment, una ala muntada a l'espatlla amb una relació d'aspecte de 2.94 i dues aletes posteriors verticals. A diferència del MiG-25, té dos seients, amb el posterior ocupat per un oficial dedicat als sistemes d'armes.
El MiG-31 va ser dissenyat per complir aquests objectius de missió:
- Interceptar míssils de creuer i els seus avions de llançament arribant a l'abast de llançament dels míssils en el menor temps possible després de sortir de la zona de vaga.
- Detectar i destruir míssils de creuer de vol baix, UAV i helicòpters
- Escorta de llarg abast de bombarders estratègics
- Proporcionar defensa aèria estratègica en zones no cobertes per sistemes de defensa aèria terrestres

El MiG-31 està limitat a cinc g quan es viatja a velocitats supersòniques. Tot i que vola amb pes de combat, la seva càrrega alar és marginal i la seva relació empenyiment-pes és favorable. El MiG-31 no està dissenyat per al combat cos a cos ni per a girs ràpids.
Les ales i l'estructura del MiG-31 són més resistents que les del MiG-25, cosa que permet el vol supersònic a baixa altitud. Igual que el MiG-25, les seves superfícies de vol estan construïdes principalment d'aliatge de níquel-acer, cosa que permet a l'avió tolerar l'escalfament cinètic a velocitats properes a Mach 3. El fuselatge del MiG-31 està compost per un 49% d'acer de níquel soldat per arc, un 33% d'aliatge de metall lleuger, un 16% de titani i un 2% de materials compostos. Els seus motors de reacció D30-F6, cadascun amb una potència de 152 kN d'empenta, permeten una velocitat màxima de Mach 1,23 a baixa altitud. La velocitat a gran altitud està limitada per la temperatura a Mach 2,83: la relació empenyiment-arrossegament és suficient per a velocitats superiors a Mach 3, però aquestes velocitats representen riscos inacceptables per a la vida útil del motor i del fuselatge en l'ús rutinari.

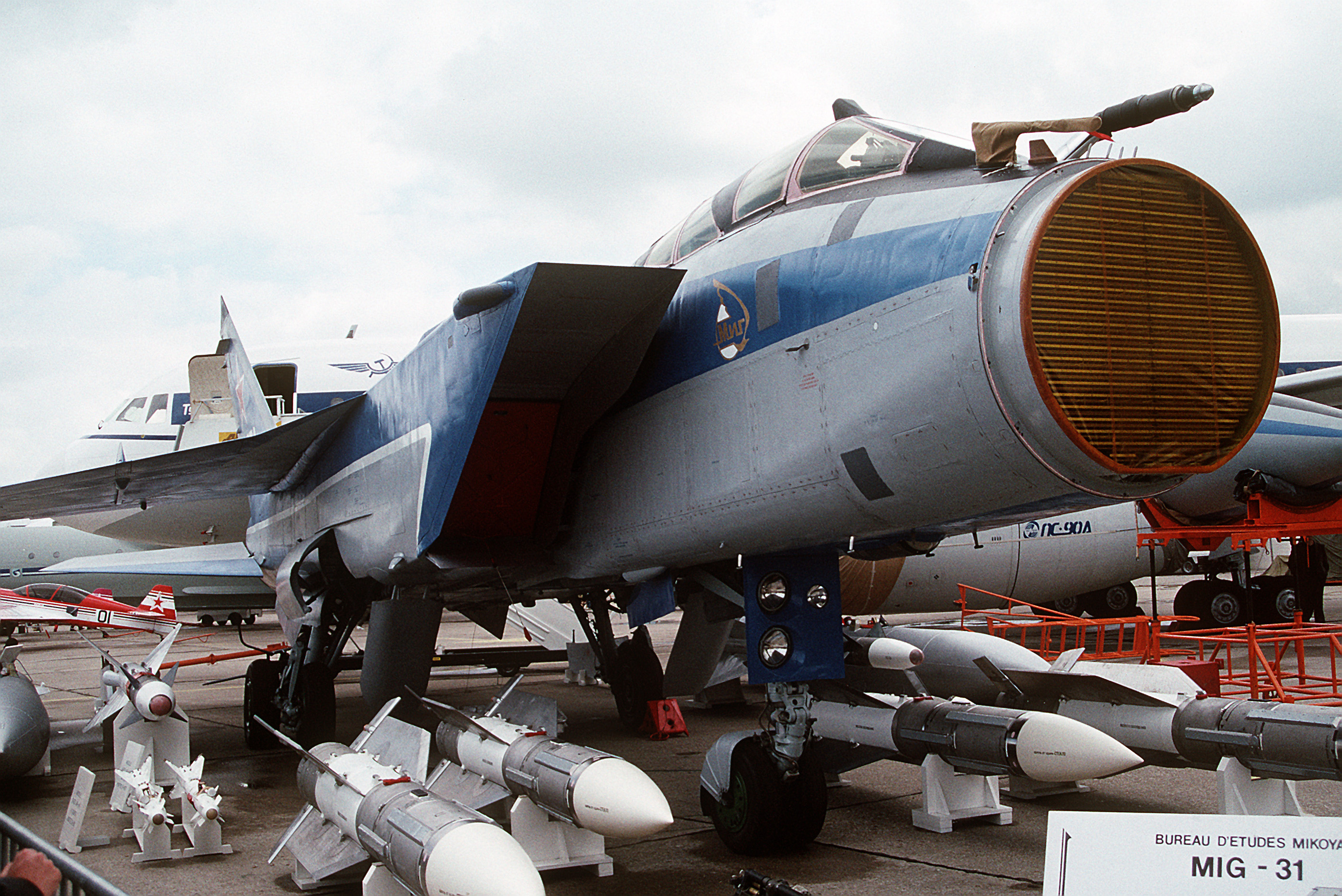
MiG-31BM mostrant el seu radar de matriu en fase Zaslon

### Equipament d'electrònica
El MiG-31 va ser un dels primers avions amb un radar de matriu en fase. El seu abast màxim contra objectius de la mida d'un caça és d'uns 200 km i pot rastrejar fins a 10 objectius i atacar-ne simultàniament quatre amb els seus míssils Vympel R-33. El radar està equipat amb un sistema de cerca i seguiment per infrarojos en un carenat retràctil sota el nas.
L'avió estava equipat amb enllaços de dades digitals segurs RK-RLDN i APD-518. L'enllaç de dades RK-RLDN és per a la comunicació amb centres de control terrestres. L'enllaç de dades APD-518 permet que un vol de quatre MiG-31 intercanviï automàticament dades generades per radar en un radi 200 km l'un de l'altre. També permet que altres avions amb aviònica menys sofisticada, com ara els MiG-23, 25 i 29 i els Su-15 i 27, siguin dirigits a objectius detectats pels MiG-31 (un màxim de quatre (de llarg abast) per a cada avió MiG-31). L'avió A-50 AEW i el MiG-31 poden intercanviar automàticament la designació d'objectius de radar aeris i terrestres, així com la defensa aèria. El MiG-31 està equipat amb ECM de radar i abast d'infrarojos.
De manera similar al complex sistema de míssils S-300, un grup d'avions amb APD-518 pot compartir dades obtingudes per diversos radars des de diferents direccions (escaneig actiu o passiu de la radiació) i resumir les dades. L'objectiu es pot detectar passivament (mitjançant les seves emissions d'interferència o l'ús del seu radar) i/o activament simultàniament des de moltes direccions diferents (amb el MiG-31 utilitzant el seu radar). Tots els avions amb l'APD-518 tindran les dades exactes, fins i tot si no participen en la cerca.
- interactuant amb el sistema de control digital automatitzat terrestre (ACS «Rubezh») Radi d'operació de 2.000 quilometres, pot controlar múltiples grups d'avions), modes operatius de punteria remota, accions semiautomàtiques (suport coordinat), individualment, i també per dirigir sobre l'objectiu míssils llançats des d'altres avions.
- El sistema immunitari digital proporciona l'intercanvi automàtic d'informació tàctica en un grup de quatre interceptors, remots entre si a una distància de 200 km i apuntant al grup objectiu de caces amb aviònica menys potent (en aquest cas, l'aeronau fa el paper de punt de guia o repetidor).[39]

Un grup de quatre interceptors MiG-31 és capaç de controlar una àrea d'espai aeri amb una longitud total de 800 a 900 quilometres; el seu radar té un abast màxim de detecció de 200 quilometres en distància (radi) i l'amplada típica de detecció al llarg del front de 225 quilometres.

### Radars
Adoptat el 1981, el dispositiu de seguretat RP-31 N007 (en rus: Zaslon).

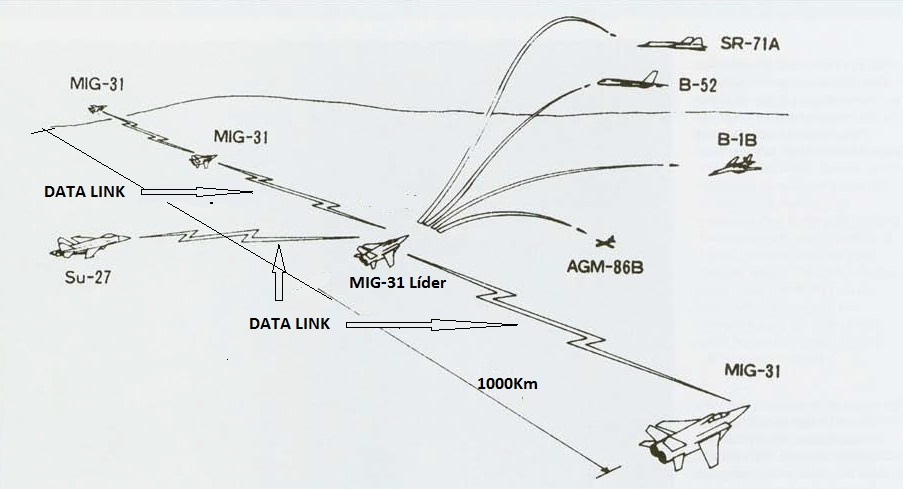
El diagrama mostra com quatre MiG-31 poden mantenir fins a 1.000 km sota control, i com el líder pot transmetre informació als combatents amics.

- l'abast de detecció d'objectius aeris amb Zaslon-A: (amb l'objectiu d'una secció transversal de radar de 19 m² en un angle de col·lisió amb probabilitat 0,5)
- distància de detecció d'objectius amb una secció transversal de radar de    a la part posterior dins dels  amb una probabilitat de 0,5[43][44]
- nombre d'objectius detectats: 24 (originalment eren 10)[45]
- nombre d'objectius per a l'atac: 6 quilometres (originalment eren 4)[46][47]
- abast del seguiment automàtic: 120 quilometres.
- detecció d'objectius de signatura infraroja: 56 quilometres
- Eficaç en la detecció de míssils de creuer i altres objectius contra soroll en un ressò de radar terrestre.[48]
- Fins al 2000, va ser l'únic caça del món en servei equipat amb radar de matriu en fase,[49][50] quan el Mitsubishi F-2 va entrar en servei amb el radar de matriu en fase activa J/APG-1.
- Capaç d'interceptar i destruir míssils de creuer que volen a altituds extremadament baixes.[51][52]

### Diferències de variants
Les diferències bàsiques entre altres versions i el MiG-31BM són:
- El complex de radar a bord del MiG-31BM pot rastrejar 24 objectius aeris alhora, sis dels quals poden ser atacats simultàniament amb míssils R-33 S.
- Els avions estàndard MiG-31M, MiG-31D i MiG-31BM tenen un radar Zaslon-M millorat, amb una antena més gran i un abast de detecció més gran (es diu que és de 400 km  contra objectius de la mida d'AWACS) i la capacitat d'atacar múltiples objectius – aire i terra– simultàniament. El Zaslon-M té un 1,4 m  de diàmetre (més gran), amb un rendiment entre un 50 i un 100% millor que el de Zaslon. A l'abril de 1994 es va utilitzar amb un R-37 per encertar un objectiu a 300 quilometres de distància.[54] Té un rang de cerca de 400 km per 19-20 m2  Objectiu RCS i pot rastrejar 24 objectius alhora, atacant-ne sis,[55][56] o durant 282 km (175 mi) per 5 m2.[57] La detecció de la velocitat relativa de l'objectiu va augmentar de Mach 5 a Mach 6, millorant la probabilitat de destruir objectius en moviment ràpid.[58] El MiG-31BM és un dels pocs avions soviètics capaços d'interceptar i destruir míssils de creuer que volen a extremadament baixa altitud.[59][60][61]

### Cabina de comandament

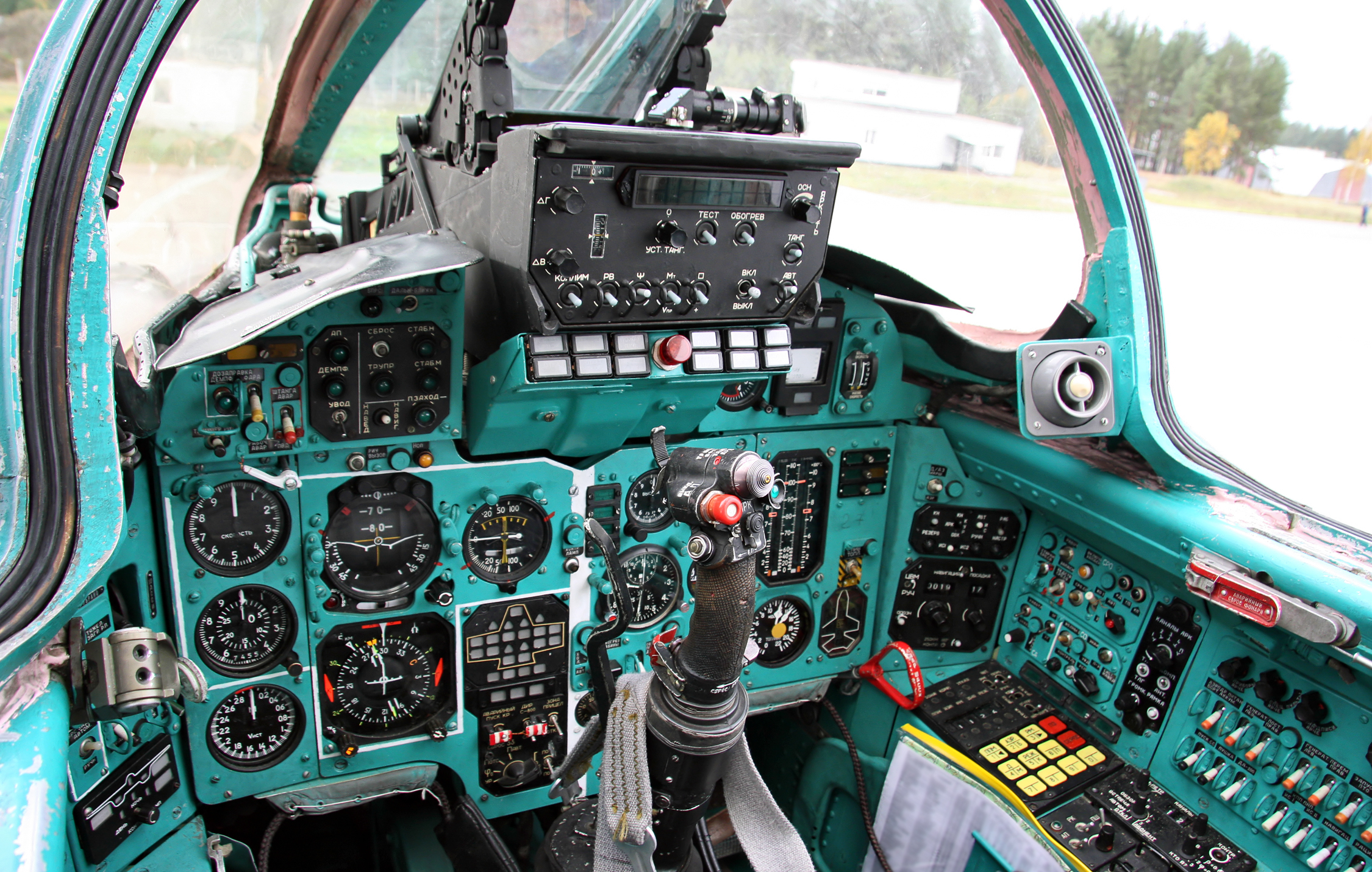
Cabina del seient davanter d'una variant més antiga del MiG-31

L'avió és biplaça i l'ocupant del seient posterior controla el radar. Tot i que els controls de la cabina de pilotatge estan duplicats a totes les cabines de pilotatge, és normal que l'aeronau només es piloti des del seient davanter. El pilot vola l'aeronau mitjançant una palanca central i els acceleradors de la mà esquerra. La cabina posterior només té dos petits ports de visió als costats de la cabina. La presència del WSO (operador de sistemes d'armes) a la cabina posterior millora l'eficàcia de l'aeronau, ja que el WSO està completament dedicat a les operacions de radar i al desplegament d'armes, disminuint així la càrrega de treball del pilot i augmentant l'eficiència. Ambdues cabines de pilotatge estan equipades amb seients projectables zero/zero que permeten a la tripulació ejectar-se a qualsevol altitud i velocitat.

### Armament

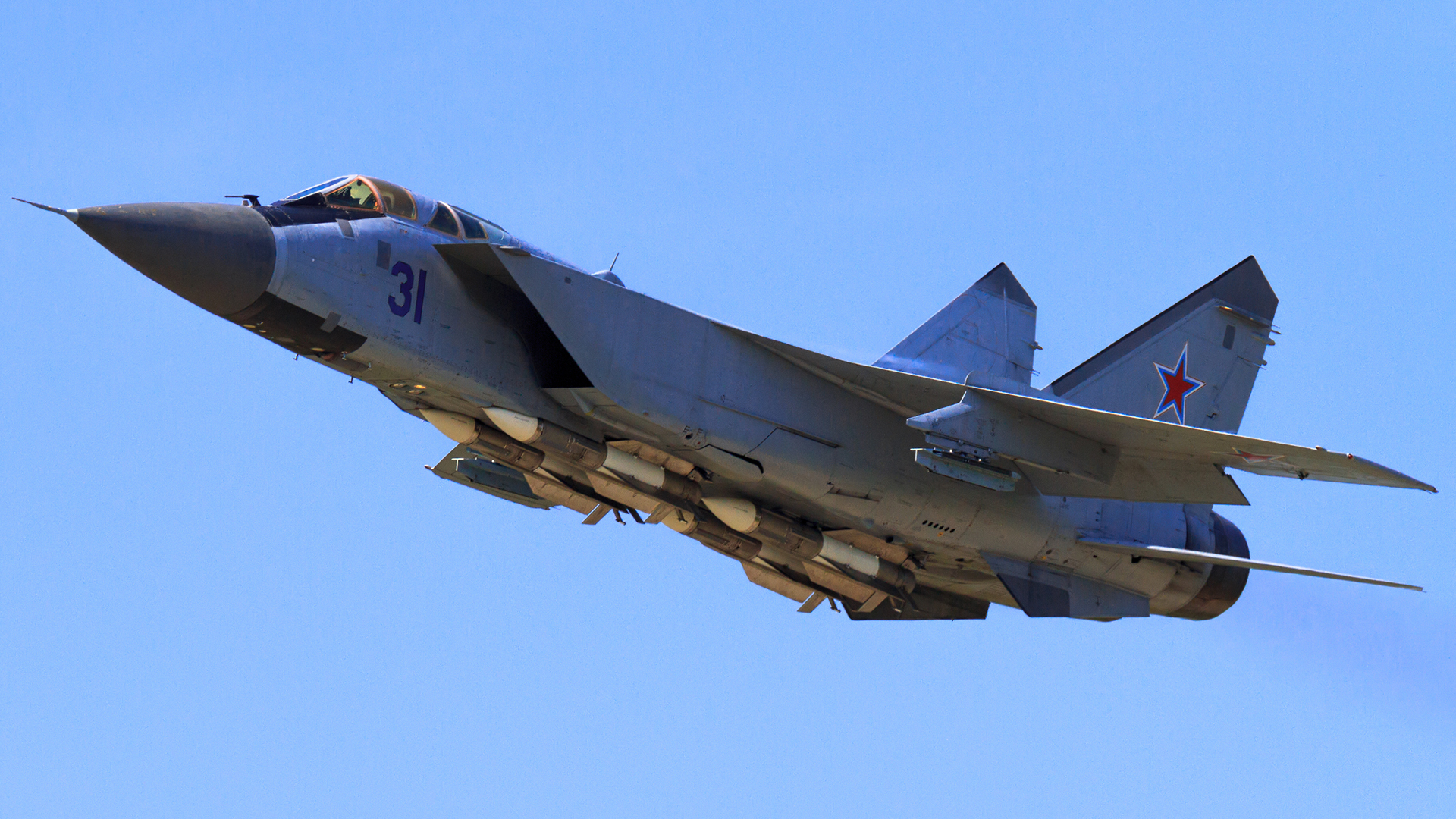
Un MiG-31BM de les Forces Aèries Russes armat amb míssils R-33.

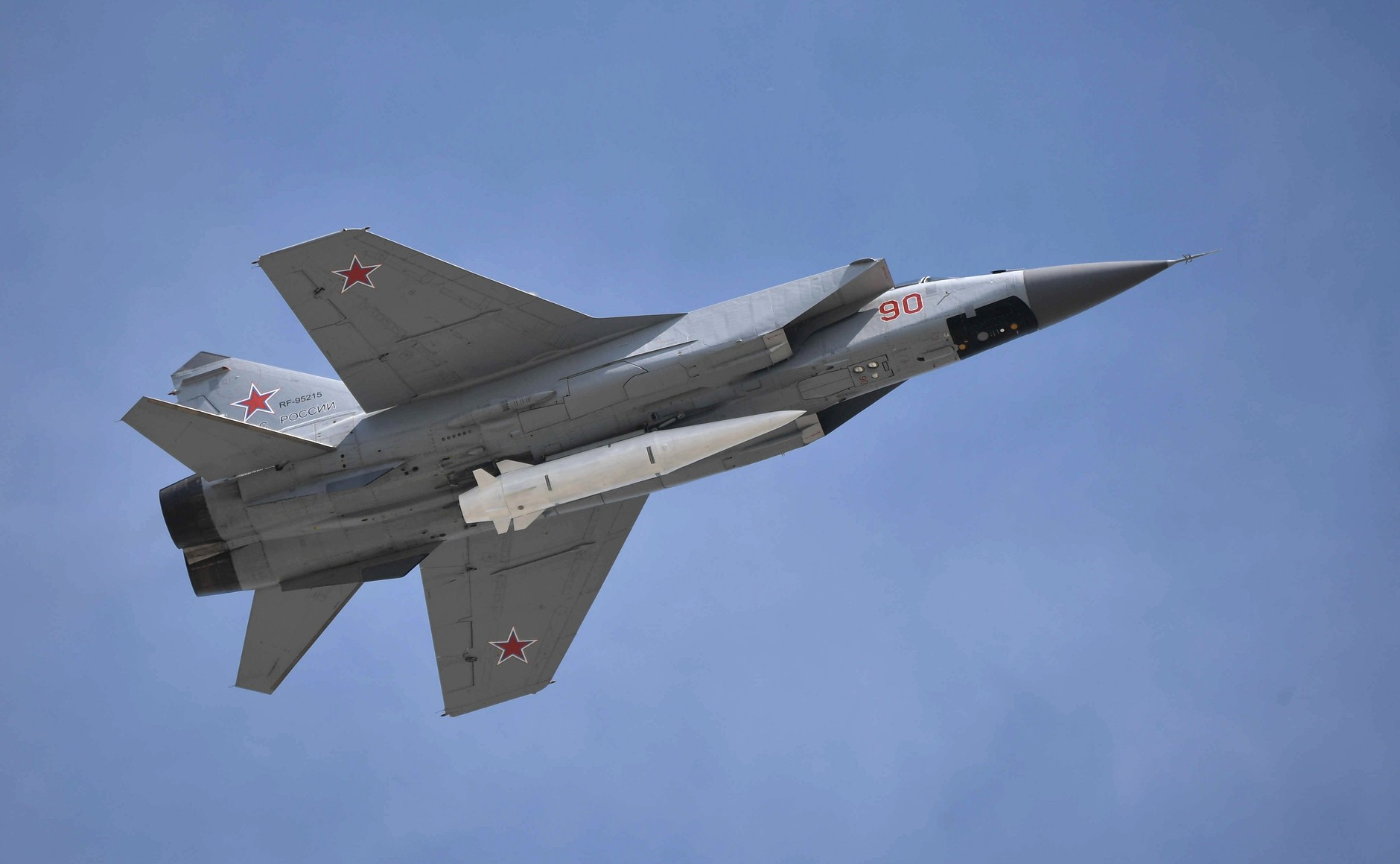
Un MiG-31BM de les Forces Aeroespacials Russes armat amb un míssil Kh-47M2 Kinzhal.

L'armament principal del MiG-31 són quatre míssils aire-aire R-33 (nom en clau de l'OTAN AA-9 'Amos') que es transporten sota la panxa.
- Un canó GSh-6-23 de 23 mm  amb 260 projectils. (El predecessor del MiG-31, el MiG-25, no incloïa un canó.[cal citació]
- Rebaixos al fuselatge per a quatre R-33 (AA-9 'Amos') o quatre R-37 (AA-13 'Arrow') (només MiG-31BM).
- Quatre pilons sota les ales per a una combinació de sis llocs per a la càrrega[63] (dos espais per afegir dipòsits de combustible extraïbles).[64]
  - Sis míssils aire-aire de llarg abast R-37 a 280 quilòmetres.[65]
  - Quatre[66] míssils aire-terra de llarg abast R-33 a 300 quilòmetres.[67]
  - Míssils aire-terra de llarg abast (?)× Kh-31 (AS-17 'Krypton') (200 quilòmetres) per a objectius d'alta velocitat (maniobrant amb una sobrecàrrega de 8 g).[68]
  - (?)× R-33 (AA-9 "Amos") (1981) 120 quilòmetres, R-33S (1999) 160 quilòmetres.[69]
  - Dos[70]o quatre (límit superior)[71] × míssils de mig abast R-40TD1 (AA-6 'Acrid') (R-40 – 50–80 quilòmetres), MiG-25P, 1970) llançats a altituds de 0,5–3 quilòmetres (maniobrant amb sobrecàrrega de quatre g).[72]
  - Quatre R-60 (AA-8 'Aphid')
    - Quatre míssils IR de curt abast R-73 (AA-11 'Archer')
    - Quatre míssils R-77 (AA-12 'Adder') de mitjà abast (100 quilòmetres) per a objectius d'alta velocitat (maniobra amb una sobrecàrrega de 12 g).[73]
- Alguns avions estan equipats per llançar els míssils antiradiació Kh-31P (AS-17 'Krypton') i Kh-58 (AS-11 'Kilter') en la funció de Supressió de les Defenses Aèries Enemigues (SEAD). Míssils antinau Kh-31A (fins a sis) i míssils aire-superfície Kh-59 i Kh-29T (fins a tres) o X-59M (fins a dues unitats), fins a sis bombes aèries KAB-1500, o fins a vuit KAB-500 amb televisió o guia làser. El pes màxim de la càrrega de combat és de 9.000 quilograms (20.000 lliures).[74][75]
- Un míssil balístic d'alta precisió Kh-47M2 Kinzhal amb un abast d'uns 2.000 km (inclòs l'abast dels avions de llançament), velocitat Mach 10.[76] Pot transportar tant caps de guerra convencionals com nuclears.[77] Això va donar al MiG-31 capacitats d'atac de llarg abast per primera vegada, a més del seu paper principal d'interceptor. (Només estan equipades les variants del MiG-31K)

## Historial operatiu

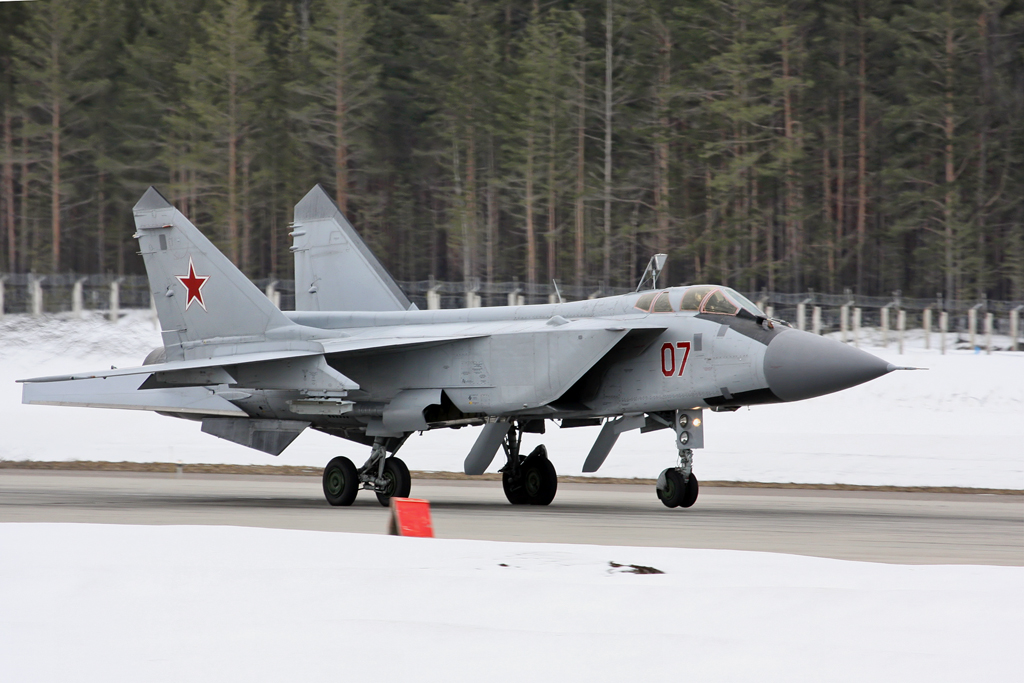
Vista lateral d'un MiG-31 del 790è Ordre de Caça del Regiment d'Aviació Kutuzov a la pista de la base aèria de Khotilovo, a la regió de Tver.

La producció en sèrie del MiG-31 va començar el 1979. El MiG-31 va entrar en servei operatiu amb les Forces de Defensa Aèria Soviètiques (PVO) el 1981.
Durant la invasió russa d'Ucraïna del 2022, els MiG-31 van abatre diversos avions ucraïnesos, principalment utilitzant el míssil aire-aire de llarg abast R-37. En mantenir-se a alta velocitat i gran altitud, els MiG-31 han pogut operar pràcticament sense oposició a causa de la manca d'abast, velocitat o altitud necessàries per enfrontar-se als MiG-31.
A data de 8 de setembre de 2024, s'ha confirmat visualment la pèrdua de tres MiG-31BM, dos dels quals van ser destruïts per atacs amb míssils ucraïnesos a l'aeròdrom de Belbek, a la Crimea ocupada, el 15 de maig de 2024. El tercer es va estavellar durant l'enlairament al mateix aeròdrom l'1 d'octubre de 2022, i les imatges de satèl·lit mostren restes clarament visibles, amb l'avió sortint del final de la pista i caient per un penya-segat abans d'explotar.

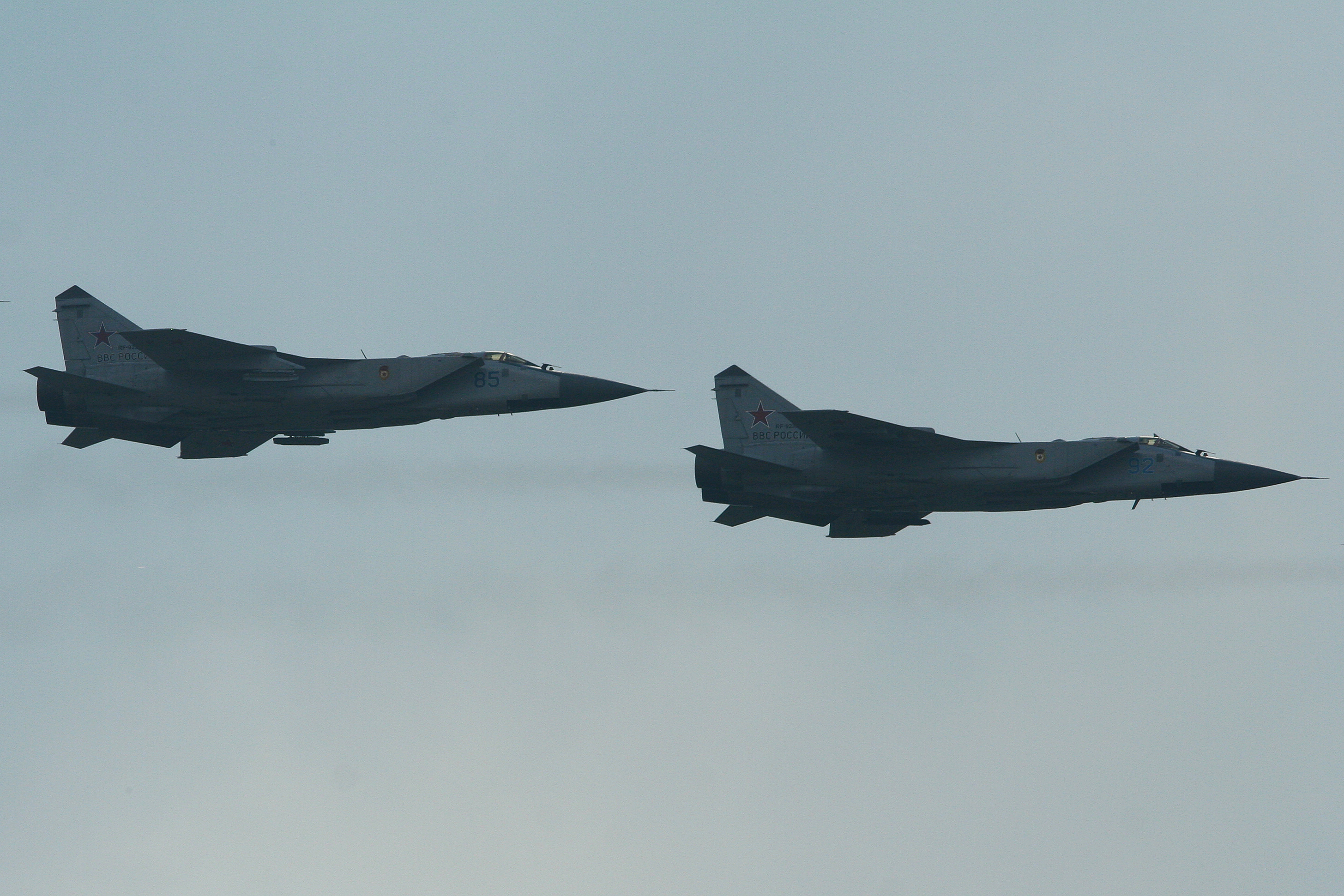
Un MiG-31B a l'esquerra i un MiG-31BM a la dreta volant en formació.

L'R-37M ha estat, des de l'octubre del 2022, la principal amenaça contra la Força Aèria Ucraïnesa. La Força Aèria Ucraïnesa té una manca significativa de míssils de tipus "dispara i oblida't". Es basaven en els míssils R-27, tant l'R-27ER com l'R-27ET; l'abast de l'R-27ER és 60 mi (97 km) . Un pilot ucraïnès ha d'il·luminar un avió rus amb un radar per guiar el míssil fins a l'objectiu. Els pilots russos que disparen el R-77 amb radar actiu i sistema de disparar i oblidar-se'n els donen la capacitat de llançar els seus míssils i després prendre mesures evasives. Els pilots ucraïnesos es van veure obligats a "explotar el desordre terrestre i l'emmascarament del terreny per apropar-se prou per disparar abans de ser enfrontats". Durant els tres primers dies de la guerra, ambdós bàndols van perdre avions. Els ucraïnesos els van substituir per avions més antics que es van fer volar. Les Forces Aeroespacials Russes van recórrer al MiG-31 amb el míssil R-37M que té un abast de 200 mi (320 km) . Combinat amb el radar superior del MiG-31, la Força Aèria Ucraïnesa ha començat a perdre més avions. Un informe del Royal United Services Institute afirma que a l'octubre es disparaven uns sis R-37M contra la Força Aèria Ucraïnesa al dia. També es van desplegar quatre MiG-31 a Crimea. Per evitar els míssils R-37M, Ucraïna ha hagut d'intentar destruir els MiG-31 mentre encara són a terra, com ara l'atac a la base aèria de Belbek i un intent d'atac amb drons a l'agost.
A primera hora del matí del 4 de maig de 2023, un míssil Kh-47M2 Kinzhal va ser interceptat pel sistema de defensa aèria Patriot, segons el comandant de la Força Aèria Ucraïnesa, el general Mykola Oleschuk. El míssil va ser disparat des d'un MiG-31K a l'espai aeri rus. Ucraïna va confirmar la intercepció, dient que va utilitzar el sistema de míssils Patriot per protegir la regió de Kíev.
El 15 de maig de 2024, funcionaris instal·lats per Rússia a Crimea van afirmar que un atac amb míssils va causar explosions i incendis prop de l'aeròdrom de Belbek. Alguns míssils (possiblement ATACMS) van impactar llançant municions de dispersió sobre l'aeròdrom i, segons proves fotogràfiques i imatges de satèl·lit, almenys dos sistemes russos de defensa aèria terrestre van destruir, probablement destruint dos MiG-31, van destruir una planta de combustible i van danyar un Su-27.
El matí del 16 de maig de 2023, sis míssils Kh-47M2 Kinzhal van ser disparats contra Kíiv. Un portaveu de la Força Aèria Ucraïnesa va dir que van ser llançats des de sis MiG-31K. Ucraïna afirma que tots els Kinzhals van ser interceptats, però un podria haver danyat un llançador de bateria Patriot segons funcionaris nord-americans, tot i que hi ha proves limitades.

### Exportacions
El 1992, Rússia va oferir el MiG-31 a Finlàndia, que tenia un programa de selecció en curs per a un nou caça, però l'oferta no es va presentar al programa, on Rússia havia presentat el MiG-29. Finlàndia no va acceptar l'oferta, i va triar el nou lluitador del programa de selecció.
Síria va encarregar vuit avions MiG-31E el 2007 per a la Força Aèria Siriana. L'ordre va ser suspesa el maig de 2009, segons sembla, a causa de la pressió israeliana o de la manca de fons sirians.